# بخش تیبرو
بخش تیبرو (به سوئدی: Tibro kommun) یک ناحیه شهری در سوئد است که در شهرستان وسترا گوتلاند واقع شده‌است.